# Siebera linearifolia
Siebera linearifolia är en flockblommig växtart som beskrevs av George Bentham. Siebera linearifolia ingår i släktet Siebera och familjen flockblommiga växter. Inga underarter finns listade i Catalogue of Life.